# بارجيف مارتيروسيان
رئيس الأساقفة بارجيف مارتيروسيان (بالأرمنية: Պարգև արքեպիսկոպոս Մարտիրոսյան)‏ من مواليد 20 مارس 1954 هو الرئيس الحالي لأبرشية أرتساخ في الكنيسة الرسولية الأرمنية. شغل المنصب منذ إعادة تأسيس الأبرشية عام 1989.

## حرب قره باغ الأولى
كان بارغيف مارتيروسيان في قرة باغ طوال الحرب مع أذربيجان التي انتهت في عام 1994. حققت القوات الأرمينية أول انتصار كبير لها في 8-9 مايو 1992، عندما سيطرت على شوشا، المركز التاريخي للمنطقة. بارك المطران بارجيف الجنود الأرمن قبل بدء العملية. في صباح يوم 9 مايو 1992 دخل المطران بارجيف مع عدد من الجنود الأرمن إلى كاتدرائية غزانتشوتسوت في شوشا، حيث صلوا على الجنود الذين سقطوا. كانت هذه هي المرة الأولى منذ مذبحة شوشا التي سُمع فيها صلاة في الكاتدرائية منذ عام 1920. بعد فترة وجيزة من الاستيلاء على المدينة، بدأت أعمال الترميم في غازانشيتسوتس، التي استخدمها الأذربيجانيون كترسانة.

## حرب قره باغ الثانية
عندما بدأت حرب ناغورنو كاراباخ عام 2020 بين أرمينيا وأذربيجان، أدلى مارتيروسيان بتصريح علني للشعب الأرمني، داعيًا إلى القوة والوحدة في مواجهة الحرب. خلال الأعمال العدائية، تعرض مقر كاتدرائية غزانتشوتسوت لأبرشية مارتيروسيان مرتين للقصف بالصواريخ، مما أدى إلى إصابة صحفيين روسيين وإلحاق أضرار كبيرة بسقف الكاتدرائية. وشبه مارتيروسيان القصف بأفعال تنظيم الدولة الإسلامية وأقام صلاة في الكاتدرائية المتضررة بعد أيام.

## الأعمال والأنشطة
رئيس الأساقفة بارجيف مارتيروسيان مؤلف لثلاثة كتب وعدد من المقالات.
رئيس الأساقفة مارتيروسيان لديه الحزام الأسود في شوتوكان كاراتيه. وهو الرئيس الفخري لاتحاد شوتوكان للكاراتيه في أرمينيا.

## الصحة
عانى مارتيروسيان من نوبة قلبية في نوفمبر 2020 وتم نقله إلى الولايات المتحدة لتلقي العلاج. تعافى وعاد إلى أرمينيا في ديسمبر من ذلك العام.

## إنظر أيضا
• كاتدرائية غزانتشوتسوت
 • قصف كاتدرائية غازانتشيتسوتس 2020